# Ropica baloghi
Ropica baloghi là một loài bọ cánh cứng trong họ Cerambycidae.